# Villagers
Villagers est un groupe irlandais mené par Conor J. O'Brien.
Fondé en 2008, ils ont participé à plusieurs festivals et ont fait une tournée avec Tracy Chapman, Bell X1 et Tindersticks. On leur doit un Maxi intitulé Hollow Kind (2009) et un premier album Becoming a Jackal (2010). 

## Histoire du groupe
Conor O'Brien a formé les Villagers après la séparation de son groupe précédent, The Immediate. Le jour suivant, O'Brien écrivit la première chanson après s'être réveillé avec une gueule de bois. Le passage de O'Brien dans le groupe de Cathy Davey en tant que guitariste fut décisif pour le développement de son style car il n'avait jamais joué avec d'autres artistes en dehors de The Immediate. Les Villagers ont donné leur premier concert en première partie de The Chapters au Whelan's à Dublin en novembre 2008. À ce moment-là, les membres du groupe n'avaient répété ensemble que deux fois. Ils avaient seulement sept chansons qu'O'Brien avait écrites avant de les passer au reste du groupe afin qu'ils les apprennent.
Ils sont apparus sur RTÉ Two dans l'émission Other Voices en 2009. Le premier maxi du groupe, intitulé Hollow Kind, a été publié en février 2009. Il est composé de 4 titres, tous composés et interprétés par O'Brien. Des comparaisons avec Bright Eyes et Sparklehorse ont été faites. Les Villagers sont ensuite partis en tournée,. Ils ont fait la première partie de Neil Young et ont tourné en Europe avec Tracy Chapman.
Ils ont été présents à plusieurs festivals en 2009. Ils ont joué en première partie de Bell X1 lors du festival Live at the Marquee à Cork le 26 juin 2009,. Ils ont participé à plusieurs festivals en Irlande, notamment le dimanche d'Oxegen en 2009, à Indie-pendence le 2 août et à l'Electric Picnic toujours en 2009,, ainsi qu'au Latitude Festival au Royaume-Uni. Dans le journal The Irish Times , Jim Carroll, un journaliste irlandais  recommanda leur concert à la Body Soul Arena d'Electric Picnic 2009 en parlant "d'un événement à ne pas manquer pour les fans de pop rugueuse, de folk lugubre et de paroles et musiques pleines d'émotions et d'introspection. Ils furent tête d'affiche au festival Hard Working Class Heroes en 2009, O'Brien s'attirant les foudres du public en réclamant du calme pendant le concert. Ils ont donné un concert au Music Show annuel de la RDS à Dublin's en octobre 2009.
Le premier titre des Villagers, "On a Sunlit Stage", a été publié en octobre 2009.
Le 15 janvier 2010, ils représentèrent l'Irlande au Eurosonic Noorderslag à Groningue, aux Pays-Bas,. Ils ont participé à des opérations de collectes de fonds après le Séisme de 2010 à Haïti,. Ils sont partis en tournée avec Tindersticks en mars 2010 et ont publié le titre "Becoming a Jackal" le 17 avril 2010 Leur premier album Becoming a Jackal a été publié en mai en Irlande et au Royaume-Uni et en juin aux États-Unis. La sœur aînée d'O'Brien est morte la semaine de la sortie de l'album. L'album est entré directement numéro un de différents classements des meilleures ventes en Irlande,.
Le 13 avril 2010, ils ont fait une apparition dans Later... with Jools Holland sur BBC Two aux côtés de Paul Weller, Hot Chip, Marina and the Diamonds, Gogol Bordello et Paul Rodgers,. Shane Hegarty, dans The Irish Times, remarqua dans sa critique que "le caractère irlandais n'entrait pas en ligne de compte [...] l'introduction laconique ne l'a pas mentionné. Ce n'était pas nécessaire. Les spectateurs auraient pu penser qu'il était de Northampton ou de New York ou de n'importe où". Ils joua entre autres le titre "Becoming a Jackal". Il se retrouva par la suite bloqué à Bruxelles, à la suite des
répercussions de l'éruption de l'Eyjafjöll en 2010 sur le trafic aérien  et il fut contraint de manquer un concert à l'occasion du Record Store Day.
Les Villagers participèrent au Meltdown Festival à Londres en juin. Le même mois, ils firent une tournée aux États-Unis et participèrent le 25 au festival Live at the Marquee à Cork. En juillet 2010, ils participèrent au festival Oxegen. Ils figurent parmi les premiers dont la participation à l'Electric Picnic a été annoncée.
En septembre 2012, le groupe a annoncé la sortie de "The Waves", le premier single de leur prochain album. Alors qu'à l'époque le nom de l'album n'a pas été annoncé, les détails de l'album {Awayland} ont été annoncés peu de temps après avec l'annonce d'une nouvelle tournée en février 2013. Le groupe était sur le point de commencer une tournée soutenant Grizzly Bear en octobre 2012. Un second single, Nothing Arrived, a également été annoncé en décembre 2012 avec une date de sortie prévue pour le 14 janvier 2013 à l'occasion du lancement de {Awayland}.

## Style
O'Brien se distingue par ses textes sombres - "l'obscurité transcendantale et l'étrangeté [...], une imagerie où des sentiments noirs cohabitent avec des choses de tous les jours" selon ses propres mots.

## Distinctions
Villagers est le seul groupe irlandais engagé par Domino Records. Richie Egan du groupe Jape a dit d'O'Brien: “Ce Monsieur personnifie tout ce que j'aime dans la musique”. Il a affirmé s'être senti inspiré après avoir assisté à un de leurs concerts, alors qu'il avait lui-même tout juste gagné le Choice Music Prize (prix annuel du meilleur album en Irlande).
Le journal The Irish Times les a classés numéro 6 dans une liste des "50 meilleurs groupes irlandais en ce moment", liste publiée en avril 2009 en ajoutant: "En nous basant sur ce que nous avons vu et entendu live jusqu'ici, Villagers créent le genre de musique qui va dépasser les genres pour prendre une grande envolée".
Jon Pareles dans le New York Times les a comparés aux The Frames, à U2 et à Leonard Cohen après avoir assisté à un de leurs concerts à New York en 2010.

## Discographie

### Albums studio
| Année                                                     | Détails de l'album | Positions dans les charts | Positions dans les charts | Positions dans les charts | Positions dans les charts |
| Année                                                     | Détails de l'album | IRL                       | UK                        | UK Indie                  | Bel                       |
| --------------------------------------------------------- | --- | ------------------------- | ------------------------- | ------------------------- | ------------------------- |
| 2010                                                      | Becoming a Jackal - Date de sortie: 7 mai 2010 - Label: Domino Records - Formats: CD, Téléchargement de musique, Vinyle                                                            | 1                         | 66                        | 1                         | 83                        |
| 2013                                                      | Awayland - Date de sortie: 14 janvier 2013 - Label: Domino Records - Formats: CD, Téléchargement de musique, Vinyle                                                                | 1                         | 16                        | 2                         | TBR                       |
| 2015                                                      | Darling Arithmetic - Date de sortie: 13 avril 2015 - Label: Domino Records - Formats: CD, Téléchargement de musique, Vinyle                                                        | -                         | -                         | -                         | -                         |
| 2016                                                      | Where Have You Been All My Life? NB : Réinterprétation d'anciens titres. - Date de sortie: 8 janvier 2016 - Label: Domino Records - Formats: CD, Téléchargement de musique, Vinyle | -                         | -                         | -                         | -                         |
| 2018                                                      | The Art Of Pretending To Swim - Date de sortie: 21 septembre 2018 - Label: Domino Records - Formats: CD, Téléchargement de musique, Vinyle                                         | -                         | -                         | -                         | -                         |
| 2021                                                      | Fever Dreams - Date de sortie: 20 août 2021 - Label: Domino Records - Formats: CD, Téléchargement de musique, Vinyle                                                               | -                         | -                         | -                         | -                         |
| 2024                                                      | That Golden Time - Date de sortie: 10 mai 2024 - Label: Domino Records - Formats: CD, Téléchargement de musique, Vinyle                                                            | -                         | -                         | -                         | -                         |
| "—" Désigne que le titre n'apparaît pas dans les charts.. | |                           |                           |                           |                           |

### Singles
| Année                                                    | Single              | Positions dans les charts | Positions dans les charts | Positions dans les charts | Positions dans les charts |
| Année                                                    | Single              | IRL                       | UK                        |                           |                           |
| -------------------------------------------------------- | ------------------- | ------------------------- | ------------------------- | ------------------------- | ------------------------- |
| 2009                                                     | "On a Sunlit Stage" | —                         | —                         |                           |                           |
| 2010                                                     | "Becoming a Jackal" | —                         | —                         |                           |                           |
| 2010                                                     | "Ship of Promises"  | —                         | —                         |                           |                           |
| 2010                                                     | "That Day"          | —                         | —                         |                           |                           |
| 2012                                                     | "The Waves"         | —                         | —                         |                           |                           |
| 2012                                                     | "Passing a Message" | —                         | —                         |                           |                           |
| 2012                                                     | "Nothing Arrived"   | 48                        | —                         |                           |                           |
| "—" Désigne que le titre n'apparaît pas dans les charts. |                     |                           |                           |                           |                           |

### EPs
| Année | Détails de l'album                                         |
| ----- | ---------------------------------------------------------- |
| 2009  | Hollow Kind - Date de sortie: 2009 - Label: Any Other City |

### Prix Mercury
Becoming a Jackal a été nommé pour le Mercury Prize le 20 juillet 2010,,,,, le jury parlant d'un disque plein de charme et de mystère.